# Малиновский, Юрий Петрович
Юрий Петрович Малиновский (5 марта 1926, Краснодар — 26 января 2006, Москва) — советский кинооператор, сценарист. Член Союза кинематографистов СССР, СНГ и Украины. Один из старейших операторов Ялтинской киностудии.

## Биография
Родился в семье служащего.
Участник Великой Отечественной войны. После окончания войны обучался на операторском отделении ВГИКа.
Затем два года работал на Одесской киностудии. В 1955—1957 годах был вторым оператором на Одесской студии художественных фильмов, участвовал в съёмках кинокартин «Белый пудель» (1955, ассистент оператора), «Капитан „Старой черепахи“», «Повесть о первой любви» и др.
Снял учебный фильм «Радиотехнические средства судовождения» (1957).
С 1957 года более тридцати лет работал оператором-постановщиком Киностудии имени Максима Горького (Ялтинский филиал).
Долгие годы жил в Ялте. Двадцать лет был редактором многотиражной газеты «Буревестник», написал несколько детских сценариев. По своему сценарию снял историко-популярный фильм к 150-летию Ялты «Солнечный город у моря» (1987). Организовал в Симферополе большую выставку, посвященную 100-летию кинематографа (1995).

## Творчество
Снял более 25 полнометражных художественных фильмов, в том числе стереофильмов.
- 1960 — Грозные ночи
- 1962 — Капитаны голубой лагуны
- 1964 — Валера
- 1965 — О чём молчала тайга
- 1968 — Пассажир с «Экватора»
- 1971 — Достояние республики
- 1972 — Новые приключения барона Мюнхаузена (короткометражный)
- 1973 — А кто же действительно виноват? (короткометражный)
- 1975 — Финист — Ясный сокол
- 1976 — Цветы для Оли
- 1978 — Замурованные в стекле
- 1981 — Похищение века
- 1981 — Шутки в сторону (стереоскопический)
- 1987 – Солнечный город у моря (документальный)

Написал сценарий детективно-приключенческого телесериала из 17 серий к 150-летию Крымской войны «Записки адмирала Берсенёва».
Как актёр снялся в фильмах  "Спасение утопающего" (1968) и "О возвращении забыть" (1985).
Похоронен в Ялте.